# Jerónimo II de Atenas
Jerónimo II (en griego : Ιερώνυμος B ' , romanizado :  Ierōnymos II , pronunciado  [ʝeˈronimos] ; nacido el 30 de marzo de 1938) es el arzobispo de Atenas y toda Grecia y, como tal, el primado de la Iglesia ortodoxa de Grecia. Fue elegido el 7 de febrero de 2008

## Vida temprana y carrera
Nació como Ioannis Liapis ( griego : Ιωάννης Λιάπης , Iōánnēs Liápēs ) en Oinofyta , Beocia y proviene de una familia arvanita. Llapi es un apellido común entre los albaneses y se cree que está relacionado con la gente de Labs 
Ieronymos tiene títulos en arqueología , estudios bizantinos y teología de la Universidad de Atenas. Ha realizado estudios de posgrado en la Universidad de Graz , la Universidad de Regensburg y la Universidad de Munich .  Después de un período como lector de arqueología cristiana en la Sociedad Arqueológica de Atenas con el profesor Anastasios Orlandos , enseñó como filólogo en el Lycée Léonin y fue ordenado diácono y luego presbítero en la Iglesia Ortodoxa en 1967. 
Ieronymos sirvió como Protosyncellus de la Metrópoli de Tebas y Livadeia , abad de los monasterios de la Transfiguración de Sagmata y Hosios Loukas , y Secretario, más tarde Archsecretario, del Santo Sínodo de la Iglesia de Grecia. En 1981 fue elegido obispo metropolitano de Tebas y Levadeia . Además de su ministerio pastoral, Ieronymos ha continuado su trabajo sobre arqueología cristiana y ha publicado dos libros de texto importantes: "Monumentos medievales de Eubea " (1970) y "Christian Boeotia"(2006). En 1998, impugnó sin éxito la elección al trono del arzobispado de Atenas. 
El 7 de febrero de 2008, Ieronymos fue elegido nuevo arzobispo de Atenas y toda Grecia por el Santo Sínodo de la Iglesia de Grecia,  recibiendo 45 de 74 votos en un proceso de dos votaciones.  Asumió formalmente el cargo el 16 de febrero de 2008.
A partir de 2016, Ieronymos, está involucrado en una disputa con el Patriarca Bartolomé I de Constantinopla sobre quién tiene autoridad eclesiástica sobre ciertas partes de Grecia. 
El 16 de abril de 2016 visitó, junto con el Papa Francisco y Bartolomé I de Constantinopla, el campamento de Mòria en la isla de Lesbos , para llamar la atención del mundo sobre el tema de los refugiados. 

## Títulos
El título oficial del arzobispo de Atenas y toda Grecia es:
Su Beatitud Ieronymos II, arzobispo de Atenas y toda Grecia ;
en griego:
Η Αυτού Μακαριότης ο Αρχιεπίσκοπος Αθηνών και Πάσης Ελλάδος Ιερώνυμος Β '
- Datos: Q442703
- Multimedia: Archbishop Ieronymos II of Athens / Q442703